# Szarkagébics
A szarkagébics (Urolestes melanoleucus) a madarak osztályának verébalakúak (Passeriformes) rendjén belül a gébicsfélék (Laniidaee) családjába tartozó Urolestes nem egyetlen faja.

## Rendszerezés
Besorolása vitatott, egyes rendszerezők a Corvinella nembe sorolják Corvinella melanoleucus néven

## Előfordulása
Afrikában Angola, Botswana, a Dél-afrikai Köztársaság, Kenya, Mozambik, Namíbia, Szváziföld, Tanzánia, Zambia és Zimbabwe területén honos. Nyílt és száraz erdők és bozótosok lakója, kedveli az akáciákat.

## Alfajai
- Urolestes melanoleucus aequatorialis
- Urolestes melanoleucus angolensis
- Urolestes melanoleucus expressa
- Urolestes melanoleucus melanoleuca

## Megjelenése
Testhossza 45 centiméter. Széles feje, zömök teste és elég hosszú farka van. Tollazata fekete, széles fehér szárnycsíkkal.

## Életmódja
Rovarokkal és kisebb hüllőkkel táplálkozik, melyet a fák tetejéről lezuhanva ragadnak meg. Kisebb csapatokban él.

## Szaporodása
Ágakból és fűszálakból készíti csésze alakú fészkét. A hím a hosszú farkával imponál a tojónak.

## Külső hivatkozások
- Képek az interneten a fajról
- Ibc.lynxeds.com - videók a fajról